# Luminotecnia
La luminotecnia es la técnica que estudia las distintas formas de producción de la luz (artificial), así como su control y aplicación para fines específicos.
De manera técnica, la luz es una forma de energía que forma parte del espectro electromagnético visible para el ojo humano. El espectro incluye ondas cósmicas, microondas, rayos gamma, radar, ondas de radio, ultravioleta y rayos X. El ojo humano es sensible a un pequeño rango del espectro, desde el violeta (400 nanómetros) hasta el rojo (750 nanómetros) en longitudes de onda.

## Principales magnitudes fotométricas
- Flujo luminoso: Flujo luminoso es la cantidad total de iluminación emitida por una fuente de luz en una unidad de tiempo, la unidad de medida es el lumen (lm).  Se utiliza para indicar la cantidad de luz manifestada en una superficie o para señalar la reproducción luminosa de una fuente. Cuando la fuente de luz es una lámpara el flujo luminoso no se reparte de manera uniforme. El flujo luminoso Փ es un índice representativo de la potencia luminosa de una fuente de luz. Փ = lumen (lm). Ejemplos de flujo luminoso

| Tecnología                           | Flujo luminoso |
| ------------------------------------ | -------------- |
| Lámpara incandescente de 60W         | 730 lm         |
| Lámpara fluorescente de 36W          | 3.200 lm       |
| Lámpara halógena de 1000W            | 22.000 lm      |
| Lámpara de vapor de mercurio de 125W | 5.600 lm       |
| Lámpara de sodio de 1000W            | 120.000 lm     |

- Eficacia luminosa: La eficacia luminosa describe el rendimiento de una lámpara. Se expresa mediante la relación del flujo luminoso entregado, en lumen y la potencia consumida, en vatios. El valor teórico máximo alcanzable con una conversión total de la energía a 555 nm sería 683 lm/W. Las eficacias luminosas realmente alcanzables varían en función del manantial de luz, pero quedan siempre por debajo de este valor ideal.

- Intensidad luminosa. La intensidad luminosa de una fuente de luz en una dirección dada, es la relación que existe entre el flujo luminoso contenido en un ángulo sólido cualquiera, cuyo eje coincida con la dirección considerada y el valor de dicho ángulo sólido expresado en estereoradianes. Su unidad es la candela (cd).

- Iluminancia: La iluminancia es un índice representativo de la densidad del flujo luminoso sobre una superficie. Se define como la relación entre el flujo luminoso que incide sobre una superficie y el tamaño de esta superficie. A su vez la iluminancia no se encuentra vinculada a una superficie real, puede ser determinada en cualquier lugar del espacio. La iluminancia se puede deducir de la intensidad luminosa. Al mismo tiempo disminuye la iluminancia con el cuadrado de la distancia de la fuente de luz (ley de la inversa del cuadrado de la distancia). Su unidad es el lux.

- Luminancia: Mientras que la iluminancia nos describe la potencia luminosa que incide en una superficie, vemos que la luminancia nos describe la luz que procede de esa misma superficie. A su vez dicha luz puede ser procedente de la superficie misma (p.ej. en el caso de la luminancia de lámparas y luminarias).  También vemos que la luminancia se encuentra definida como la relación entre la intensidad luminosa y la superficie proyectada sobre el plano perpendicularmente a la dirección de irradiación. Pero es posible que la luz sea reflejada o transmitida por la superficie. En el caso de materiales que reflejan en forma dispersa (mateados) y que transmiten en forma dispersa (turbios), es posible averiguar la luminancia a base de la iluminancia y el grado de reflexión (reflectancia) o transmisión (transmitancia). La luminosidad está en relación con la luminancia; no obstante, la impresión verdadera de luminosidad está bajo la influencia del estado de adaptación del ojo, del contraste circundante y del contenido de información de la superficie a la vista. La luminancia L de una superficie luminiscente resulta de la relación entre la intensidad luminosa I y su superficie proyectada Ap.
  - L = I / Ap
  - [L] = cd / qm

## Curvas fotométricas
"Las curvas fotométricas son gráficas que marcan la distribución espacial de la luz referida en un plano cartesiano cuyas variables son la distancia y la intensidad luminosa. También se le llama distribución luminosa."
La distribución de las intensidades luminosas emitidas por una lámpara tipo estándar, la mostraríamos de una forma general, para un flujo luminoso de 1000 lúmenes. El volumen determinado por los vectores que representan las intensidades luminosas en todas las direcciones, resulta ser simétrico con respecto al eje Y-Y’; es como una figura de revolución engendrada por la curva fotométrica que gira alrededor del eje Y-Y’.

## Ley inversa de cuadrados
Ley inversa de cuadrados. Se ha comprobado que las iluminancias producidas por las fuentes luminosas disminuyen inversamente con el cuadrado de la distancia desde el plano a iluminar a la fuente. Esta ley se cumple cuando se trata de una fuente puntual de superficies perpendiculares a la dirección del flujo luminoso y cuando la distancia de la luminaria es cinco veces mayor a la dimensión de la luminaria.

## Ley del coseno
Ley del coseno Cuando la superficie no es perpendicular a la dirección de los rayos luminosos, la ecuación del nivel de iluminación hay que multiplicarla por el coseno del ángulo ð que forman con la normal a la superficie con la dirección de los rayos luminosos.

## Historia
Desde tiempos inmemoriales, el hombre ha sido siempre preocupación de sus casas proporcionar instalaciones adecuadas para hacer frente a la falta de luz natural. La primera característica es, por supuesto, el fuego, que produce el calor y la luz, producido por la quema de madera, el carbón y otros. Las lámparas antiguas fueron fabricadas en cerámica o metal, tenían un mango y una mecha en el otro extremo y un poco de aceite utilizado como combustible. 
Con la llegada del petróleo, el gas comenzó a ser utilizado en la iluminación. En Brasil, en 1851, Irineu Evangelista de Souza, el Barón de Mauá, se inició la iluminación de la famosa calle de gas a través de una linterna. El primero en utilizar las lámparas eléctricas son las lámparas de arco. 
A finales del siglo XIX por Thomas Alva Edison, fueron las primeras lámparas eléctricas incandescentes, que en la práctica son la mayoría para producir luz, comenzó a ser utilizado en gran escala.